# Total Call
Total Call est un centre d'appels, filiale du groupe Iliad. Il résulte de la délocalisation par Iliad du service téléphonique des sociétés One.Tel et Kertel (dont s’occupait Centrapel) et de la création d'un service de renseignements téléphoniques gratuit : le 118 818 (aujourd'hui fermé[Quand ?]). Depuis 2009 une partie des activités de Centrapel a été déplacée, telle que le service inscription et résolution de premier incident.

## Historique
- 2005 : création de la société
- 15 août 2005 : lancement des activités de Total Call